# Maxime Teixeira
Maxime Teixeira (ur. 18 stycznia 1989 w La Rochelle) – francuski tenisista.

## Kariera tenisowa
Zawodowym tenisistą Teixeira był w latach 2006–2016.
Występując jako zawodowiec wygrał jeden turniej rangi ATP Challenger Tour w grze pojedynczej. Największym sukcesem Francuza w rozgrywkach rangi ATP World Tour jest udział w drugiej rundzie French Open 2011, do którego dostał się dzięki dzikiej karcie.
W rankingu gry pojedynczej Teixeira najwyżej był na 154. miejscu (6 marca 2012), a w klasyfikacji gry podwójnej na 193. pozycji (11 stycznia 2016).

### Zwycięstwa w turniejach ATP Challenger Tour w grze pojedynczej
| Końcowy wynik | Nr | Data | Turniej      | Nawierzchnia | Przeciwnik   | Wynik finału |
| ------------- | -- | ---- | ------------ | ------------ | ------------ | ------------ |
| Zwycięzca     | 1. | 2011 | Saint-Brieuc | Ceglana      | Benoît Paire | 6:3, 6:0     |